# Piotr Karol Dołmat Isajkowski
Piotr Karol Dołmat Isajkowski herbu Prus (zm. 27 maja 1640 roku) – łowczy Wielkiego Księstwa Litewskiego w 1637 roku, wojski oszmiański w latach 1628-1637, podstoli oszmiański w latach 1621-1628, dworzanin pokojowy Jego Królewskiej Mości.
Poseł oszmiański na sejm 1624 roku.
W 1632 roku był elektorem Władysława IV Wazy z województwa wileńskiego, podpisał jego pacta conventa.